# Sonse Heide
De Sonse Heide is een natuurgebied in de gemeente Son en Breugel, dat 337 ha omvat ten westen van de kom van Son.
Het gebied is gemeentelijk bezit, maar wordt in erfpacht gegeven aan Staatsbosbeheer, dat het beheer uitvoert.
Het grootste deel van het gebied is een aanplant van grove den, met daarnaast een deel loofbos. Binnen het gebied ligt het vennencomplex Oudmeer, dat omgeven wordt door moerasachtig gebied en heiderestanten, terwijl in het westen een klein stuifzandgebied is blijven bestaan. Dit geheel wordt beheerd als natuurreservaat en meet 34 ha.
In het uiterste zuidwesten van het gebied is destructiebedrijf Rendac gevestigd. Van hier uit loopt de Stinkloop naar de Dommel. Deze waterloop voerde vroeger inktzwart stinkend afvalwater, maar tegenwoordig is dit water gezuiverd.
Het gebied, dat zich bevindt op de Midden-Brabantse dekzandrug, sluit in het westen aan op de Nieuwe Heide, en wordt in het oosten begrensd door de kom van Son. In het zuiden ligt het Wilhelminakanaal, en ten noorden bevindt zich een heide-ontginning, waarin de Sonse buurtschap Sonniuswijk ligt. Tegenwoordig wordt het oostelijk deel van het gebied doorsneden door de autosnelweg A50.